# Ville de Shoalhaven
La ville de Shoalhaven (en anglais : City of Shoalhaven) est une zone d'administration locale située dans l'État de Nouvelle-Galles du Sud en Australie, dont le siège est Nowra. 

## Géographie
Située à moitié sur les régions d'Illawarra et de la Côte Sud, à environ 200 km au sud de Sydney, la ville de Shoalhaven couvre 4 568 km2 sur une bande côtière le long de la mer de Tasman. Le principal axe de circulation qui la traverse est la Princes Highway qui longe la côte.

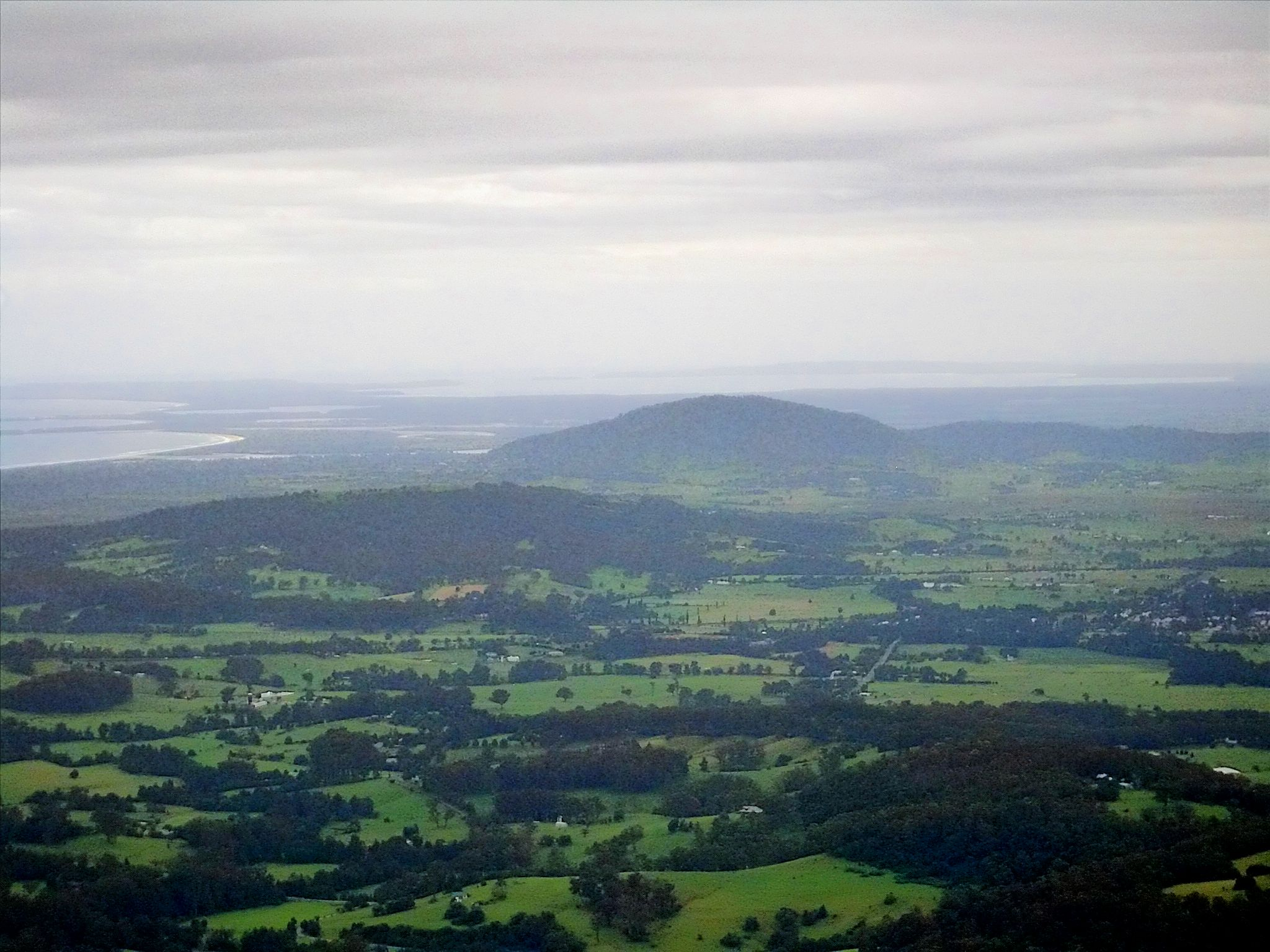
Une grande partie de Shoalhaven peut être vue depuis la zone Drawing Room Rocks dans la réserve naturelle de Barren Grounds. Le mont Coolangatta est au centre, avec Jervis Bay en arrière-plan et Berry à l'avant droit.

### Villes et villages
- Nowra et Bomaderry, qui forment une seule agglomération;
- au nord de Nowra: Berry, Kangaroo Valley, Shoalhaven Heads et Jaspers Brush;
- autour du territoire de la baie de Jervis: Huskisson, Vincentia, Greenwell Point, Culburra Beach, Currarong, Callala Beach, Callala Bay, Orient Point, Hyams Beach, Sanctuary Point, St Georges Basin, Basin View, Falls Creek, Tomerong, Wandandian, Bream Beach, Wrights Beach;
- plus au sud: Sussex Inlet, Berrara, Cudmirrah, Bendalong, Cunjurong, Manyana and Lake Conjola;
- dans la région d'Ulladulla: Ulladulla, Milton et Mollymook
- tout au sud: Burrill Lake, Tabourie Lake, Termeil, Bawley Point et Kioloa.

## Histoire
En 1797, George Bass explore la région en 1797 et traverse les hauts-fonds à l'entrée d'un fleuve, qu'il appelle « Shoals Haven » en raison de la faible profondeur de son embouchure. Celui-ci est maintenant connu sous le nom de Crookhaven, mais la région a été baptisée Shoalhaven tout comme le fleuve Shoalhaven.
Le 1er juillet 1948, le comté de Shoalhaven est créé par la fusion des municipalités de Berry, Broughton’s Vale, Nowra, South Shoalhaven et Ulladulla, ainsi que des comtés de Cambewarra et Clyde. Il prend le nom de ville de Shoalhaven en 1979.

## Démographie
| 2001   | 2006   | 2011   | 2016   | 2021    |
| ------ | ------ | ------ | ------ | ------- |
| 83 305 | 88 405 | 92 812 | 99 650 | 108 531 |

## Politique et administration
La ville comprend trois subdivisions appelées wards. Le conseil municipal comprend treize membres élus, à raison de quatre par ward et le maire, pour un mandat de quatre ans. Les dernières élections ont eu lieu le 4 décembre 2021.
| Élections | Parti travailliste | Verts | Indépendants |
| --------- | ------------------ | ----- | ------------ |
| 2016      | 1                  | 4     | 8            |
| 2021      | 3                  | 4     | 6            |

### Liste des maires
| Période                                  | Période  | Identité        | Étiquette          | Qualité |
| ---------------------------------------- | -------- | --------------- | ------------------ | ------- |
| Les données manquantes sont à compléter. |          |                 |                    |         |
| 2008                                     | 2012     | Paul Green      | Démocrate-chrétien |         |
| 2012                                     | 2016     | Joanna Gash     | Indépendante       |         |
| 16 septembre 2016                        | en cours | Amanda Findley, | Verts              |         |

La zone est rattachée à la circonscription de Gilmore pour les élections fédérales et à celles de Kiama et South Coast pour les élections à l'Assemblée législative de Nouvelle-Galles du Sud.